# شاطئ تيمبوكو ليهي
شاطئ تيمبوكو ليهي (بالإندونيسية: Pantai Temboko Lehi) يعرف أيضًا باسم شاطئ ليهي. هو شاطئ فريد من نوعه يقع في منطقة تاغولاندانغ بيارو (سيتارو) في جزيرة سياو، وهي مقاطعة شمال سولاويزي في إندونيسيا. يبعد الشاطئ حوالي 137 كم عن وسط مدينة مانادو.
الميزة الفريدة لهذا الشاطئ هو الماء الدافئ، وليس الماء البارد الذي يتميز به البحر، حيث يقع عند سفح بركان أبي جونونغ وهو بركان نشط. حيث يعد شاطئ الماء الساخن الوحيد في إندونيسيا. بسبب الماء الدافئ لا تسبح الأسماك حول الشاطئ. لشاطئ لهي ذو ساحل صخري وعر. هناك حجارة كبيرة من منحنى يخرج الإحساس الدافئ لبخار الماء الساخن من الصخور. هناك أيضًا ينابيع حارة بين الشعاب المرجانية.